# Маркиш, Давид Перецович
Давид Перецович Маркиш (24 сентября 1938, Москва) — русский писатель (прозаик, публицист, переводчик). С 1972 года живёт в Израиле.

## Биография
Отец — еврейский поэт Перец Давидович Маркиш (1895—1952), расстрелянный по делу Еврейского антифашистского комитета, мать — литератор Эстер Ефимовна Лазебникова-Маркиш (1912—2010); старший брат — Симон Маркиш (1931—2003), филолог, переводчик античной поэзии, профессор Женевского университета; единокровная сестра — скульптор-керамист Ольга Петровна Рапай (1929—2012).
В январе 1953 года семья Переца Маркиша была арестована, 1 февраля осуждена на 10 лет как ЧСИР и выслана в Казахстан (Кзыл-Орда). В 1954 году с семьёй вернулся в Москву из ссылки и поступил в медицинский институт, откуда отчислился после реабилитации отца.
Учился в Москве в Литературном институте имени Горького (1957—1962) и на Высших курсах сценаристов и режиссёров кино (1967—1968).
В 1972 году репатриировался в Израиль. Участник войны Судного дня (1973). Живёт в Ор-Йехуде.
Автор двух десятков книг, 8 из них вышли в переводе на иврит, 9 — на другие языки (в США, Англии, Германии, Франции, Швейцарии, Швеции и Бразилии).
Лауреат израильских и зарубежных литературных премий. Председатель Союза русскоязычных писателей Израиля (1982—1985). Президент Ассоциации творческой интеллигенции Израиля (с 2000 года). Редактор газеты «24 часа» (1995—1998).

## Сочинения
- Пятеро у самого неба. Л., Гидрометеоиздат, 1966.
- Трилогия «Лёгкая жизнь Симона Ашкенази»:

1. Присказка. Tel Aviv, 1978 (роман о казахстанской ссылке)
2. Чисто поле. 1978
3. Жизнь на пороге

- Здесь и там (на иврите)., Tel Aviv, 1978
- Вершина Утиной полянки, ж. «Двадцать два», № 12-14, 1980, отд. изд. под назв. «Петушок», Tel Aviv, 1986 (роман о советском поэте)
- В тени большого камня (на иврите 1982, на рус. яз. 1986) — роман о киргизском охотнике
- Шуты, Tel Aviv, 1983 (исторический роман об эпохе Петра Первого)
- Сахарная конура, 1984 - 300 000 экз.
- Пёс, Tel Aviv, 1984 (роман о русском эмигранте на Западе)
- За мной, Tel Aviv, 1984
- Гранатовый колодец, Tel Aviv, 1986
- Донор, Tel Aviv, 1987
- Полюшко-поле, New York, 1988 (роман о Гражданской войне)
- Пёс. М.: СП «Интербук», 1990—300 000 экз.
- Полюшко-поле. Донор. М., Известия, 1990—100 000 экз.
- Быть как все. Роман // «Знамя», (1997).
- Еврей Петра Великого, или Хроника из жизни прохожих людей. Роман. — СПб.: «Лимбус Пресс», 2001.
- Стать Лютовым. — СПб, Лимбус-пресс, 2001
- Белый круг. — М., Изографус, 2004
- Белый круг. Роман. — Оренбург: Издательство «Оренбургская книга», 2013. — 320 с., илл. С. Калмыкова. ISBN 978-5-94529-043-3
- Тубплиер. Роман. — М., Текст, 2012
- Белая жара. – Оренбург: ООО «Оренбургское книжное издательство им. Г.П. Донковцева», 2019. – 608 с.
- МАХАТМА. Вольные фантазии из жизни самого неизвестного человека. Роман о великом ученом Владимире Хавкине. — М., Фонд Владимира Хавкина, Дуэль Александр и БукиВеди, 2019, 228 с., ISBN 978-5-4465-2323-8
- MAHATMA. The Savior Mankind Never Knew (Translated by Marian Schwartz). Aleksandr Duel, New-York, 2019

## Фильмография
- «Слон и верёвочка» (Союздетфильм, 1945) — роль Юры в фильме Ильи Фрэза
- «Подарок Сталину» (2008) — в основу фильма легли личные воспоминания Давида Маркиша, в котором он сам исполнил роль пожилого Саши[2].

## Награды и премии
- Удостоен семи израильских литературных премий
- Премия Британской книжной лиги
- Международная Литературная премия Украины
- Грузинская литературная премия имени Ивана Мачабели[3]
- 18 марта 2024 года постановлением №8 сессии собрания Кашка-Суйского сельского округа Кыргызской республики безымянному  пику высотой 5826 м на Чон-Алайском горном хребте присвоено имя писателя Давида Маркиша.